# NGC 2689
NGC 2689 este o galaxie lenticulară situată în constelația Ursa Mare. A fost descoperită în 11 martie 1858 de către William Parsons, 3rd Earl of Rosse⁠(d).